# Kleptoparazytyzm
Zasugerowano, aby zintegrować ten artykuł z artykułem  Kleptopasożytnictwo. Nie opisano powodu propozycji integracji.
Kleptoparazytyzm – zachowanie zwierząt polegające na wyzyskiwaniu wyników polowań lub pracy innych gatunków. Przykładami może być kradzież pokarmu lub zajęcie przygotowanych już do lęgów miejsc gniazdowania.
Kleptoparazytyzm jest dość częsty. Bielik zmusza rybołowa do oddania upolowanych ryb, fregatowate kleptoparazytują u głuptaków. Pająki z rodzaju Argyrodes żyją wyłącznie w sieciach pająków z rodziny Araneoidea, którym kradną zdobycz.